# Alberic d'Utrecht
Alberic d'Utrecht (mort el 21 d'agost del 784 va ser un monjo benedictí, bisbe d'Utrecht i sant.
Alberic era el nebot de sant Gregori d'Utrecht. Poc se sap d'Alberic abans d'unir-se a l'Orde de Sant Benet. Va estar com canonge a la catedral de Sant Martí. Quan Gregori va morir el 775, Alberic va succeir al seu oncle com a bisbe d'Utrecht. El seu bisbat es va destacar per l'èxit de la seva missió entre els germànics pagans, així com la reorganització de l'escola d'Utrecht. A més a més, Alberic va dirigir la missió de Ludger a Frísia Oriental.
Va ser un bon amic d'Alcuí, un professor i poeta de York, Anglaterra, preeminent entre els erudits de l'època. Aquesta relació parla per si sola de la pròpia intel·ligència d'Alberic, com a sant s'ha destacat pel seu «coneixement enciclopèdic de la fe».